# F.R. Scott
Francis Reginald Scott (ur. 1 sierpnia 1899 w Quebecu, zm. 30 stycznia 1985 w Montrealu) – kanadyjski poeta anglojęzyczny.

## Życiorys
Był synem anglikańskiego księdza. W 1919 ukończył Bishop’s College, później kształcił się w Magdalen College w Oksfordzie, gdzie był również członkiem Studenckiego Ruchu Chrześcijańskiego. W 1923 wrócił do Kanady i zaczął nauczać w college’u i zajął się pisaniem poezji, w 1924 zapisał się na wydział prawa Uniwersytetu McGilla, gdzie zainteresował się prawem konstytucyjnym, po ukończeniu studiów pracował na uniwersytecie. Poza tym pomagał w zakładaniu wielu pism literackich. W latach 30. był aktywnym działaczem Federacji Wspólnot Spółdzielczych – socjalistycznej partii, która później stała się Nową Demokratyczną Partią Kanady. W 1945 wydał zbiór poezji Overture, w 1954 Events and Signals, a w 1957 The Eye of the Needle. Tworzył lirykę pejzażową i polityczno-społeczną, ukazującą konflikty angielsko-francuskie w Quebecu (m.in. w zbiorze Collected Poems z 1981), dał się poznać jako satyryk i krytyk społeczny. Jako socjalista i ekspert od prawa konstytucyjnego napisał wiele esejów, m.in. Social Planning for Canada (1935), Evolving Canadian Federation (1958) i Essays on the Constitution.